# Adonisea volupides
Adonisea volupides là một loài bướm đêm trong họ Noctuidae.